# Karl Thiemig
Die Karl Thiemig, Graphische Kunstanstalten und Buchdruckerei AG war eine große Buch- und Kunstdruckerei in München. In dem angeschlossenen Verlag erschienen Fachzeitschriften und Bücher. 1986 wurde sie insolvent.
Die Druckerei wurde 1950 von Karl Thiemig (1892–1965) gegründet, der von 1928 bis 1950 Teilhaber des ebenfalls in München ansässigen Bruckmann Verlags war. Die Akzidenzdruckerei von Thiemig galt als einer der damals in München führenden Betriebe. Der Verlag setzte seine Schwerpunkte auf Naturwissenschaft und Technik, vor allem auf Kernphysik und -technik (Zeitschrift: Atomkernenergie), den Tourismus (Grieben Reiseführer) und auf eine Taschenbuchreihe.
Im Kunstbereich wurde die Zeitschrift Die Kunst und das schöne Heim verlegt und 1973 die Piperdrucke Verlags-Gesellschaft erworben, die seit 1923 die hochwertigen Piper-Drucke als Kunstdruck-Reproduktionen herausbrachte. Die Karl Thiemig AG, die inzwischen von Günter Thiemig geführt wurde, erklärte im Februar 1986 ihre Zahlungsunfähigkeit und meldete Konkurs an. Die Druckerei wurde eingestellt, die Verlagsobjekte wurden weitgehend durch andere Verlage weitergeführt. Die Taschenbuchreihe ging auf den Langen Müller Verlag über.